# Омар Сі
Омар Сі (фр. Omar Sy; нар. 20 січня 1978, Трапп, Івлін, Франція) — французький кіноактор та комік походження фульбе. Лауреат кінопремії «Сезар» 2012 року за найкращу чоловічу роль  .

## Біографія та кар'єра
Омар Сі народився 20 січня 1978 року у місті Трапп в департаменті Івлін у Франції. Його батько — уродженець Сенегалу, а мати родом з Мавританії, обоє походять з народності фульбе, що проживає на території Західної Африки. Омар був четвертим з восьми дітей у сім'ї.
У 1996–1997 роках Омар Сі почав працювати на радіо «Radio Nova», де познайомився зі своїм майбутнім партнером і другом Фредом Тесто. Потім на каналі «Canal+» він брав участь у передачі «Le Cinéma de Jamel» — у передачі Джамеля Деббуза, після чого створив своє власне шоу «Le Visiophone».
Починаючи з 1996 року паралельно з виступами на гумористичному терені Омар Сі почав зніматися у невеликих ролях в кіно, переважно в комедіях та мелодрамах, розрахованих на широкого глядача, — «Повний привід», «Круті перці», «Ми — легенди».
Омар Сі здобув всесвітню популярність після прем'єри стрічки режисерів Олів'є Накаша та Еріка Толедано «1+1 / Недоторканні (2011)». Ця стрічка стала однією з найкасовіших за всю історію французького кінематографу, у зв'язку з чим французькі глядачі обрали Омара Сі третьою за популярністю людиною після імператора Наполеона та футболіста Зінедіна Зідана. За роль у цьому фільмі Омар Сі отримав низку престижних нагород, зокрема премію «Сезар» за найкращу чоловічу роль, та був також номінований на премію «Супутник».

## Особисте життя
5 липня 2007 року Омар Сі у невеликому містечку під Парижем Трамбле-сюр-Мольдр офіційно оформив свої стосунки з дівчиною на ім'я Елен, з якою до цього вони разом прожили 10 років. Подружжя має чотирьох дітей.

## Фільмографія (вибіркова)
| Рік  | Українська назва                    | Оригінальна назва                   | Роль                                    |
| ---- | ----------------------------------- | ----------------------------------- | --------------------------------------- |
| 2001 | Пекельний хмарочос                  | La tour montparnasse infernale      | таксист                                 |
| 2001 | Астерікс і Обелікс: Місія Клеопатра | Astérix & Obélix: Mission Cléopâtre | художник                                |
| 2002 | Гонка                               | Le raid                             | Сержант ONU                             |
| 2002 | Повний привід                       | Le boulet                           | малієць                                 |
| 2002 | Самурай                             | Samouraïs                           | Тайсон                                  |
| 2002 | Круті перці                         | Le beuze                            | Мішель Дембеле                          |
| 2004 | Коробка                             | Le carton                           | Лоренцо                                 |
| 2006 | Літній табір                        | Nos jours heureux                   | Жозеф                                   |
| 2008 | Ми — легенди                        | Seuls two                           | Семі Бугліоні                           |
| 2009 | Король Гійом                        | King Guillaume                      | Жан-Петер                               |
| 2009 | Дуже спеціальний репортаж           | Envoyés très spéciaux               | Джимі                                   |
| 2009 | Так близько                         | Tellement proches                   | Бруно                                   |
| 2009 | Сафарі                              | Safari                              | Юсуф Хаммал                             |
| 2009 | Невдахи                             | Micmacs à tire-larigot              | Ремінгтон                               |
| 2009 | Закон Мерфі                         | La loi de Murphy                    | Йоахім Ортега/панотець Йохамі Ортега    |
| 2011 | 100 мільйонів євро                  | Les Tuche                           | священик Боузоль                        |
| 2011 | 1+1                                 | Intouchables                        | Дрісс                                   |
| 2012 | Команда мрії                        | Les seigneurs                       | Веке Н'Дого                             |
| 2012 | Хто знову убив Памелу Роуз?         | Mais qui a re-tué Pamela Rose?      | Мозбі                                   |
| 2012 | Жарти в сторону                     | De l'autre côté du périph           | Осман                                   |
| 2013 | Піна днів                           | L'écume des jours                   | Ніколя                                  |
| 2014 | Хороші люди                         | Good People                         | TBA                                     |
| 2014 | Самба                               | Samba                               | Самба Сіссе                             |
| 2014 | Люди Ікс: Дні минулого майбутнього  | X-Men: Days of Future Past          | Бішоп                                   |
| 2014 | Вартовий Місяця                     | Mune, le gardien de la lune         | Согон (голос)                           |
| 2015 | Світ юрського періоду               | Jurassic World                      | Баррі                                   |
| 2015 | Кондитерська                        | Candy Store                         | TBA                                     |
| 2015 | Шеф Адам Джонс                      | Burnt                               | Мішель                                  |
| 2016 | Шоколад                             | Chocolat                            | Шоколад                                 |
| 2016 | Angry Birds у кіно                  | The Angry Birds Movie               | Ред (голос, французький дубляж)         |
| 2016 | Норм та Незламні                    | Norm of the North                   | Норм (голос)                            |
| 2016 | Інферно                             | Inferno                             | Крістоф Брюдер                          |
| 2016 | 2+1                                 | Demain tout commence                | Самуель                                 |
| 2017 | Афера доктора Нока                  | Knock                               | Доктор Нок                              |
| 2017 | Трансформери: Останній лицар        | Transformers: The Last Knight       | Hot Rod (голос)                         |
| 2017 | Сахара                              | Sahara                              | Ажар (голос)                            |
| 2018 |                                     | Le flic de Belleville               | Себастьян Бушар                         |
| 2018 |                                     | Yao                                 | Сейду Талл                              |
| 2019 |                                     | Le Chant du loup                    | Д'Орсі                                  |
| 2019 |                                     | Arctic Dogs                         | Леопольд (голос)                        |
| 2020 | Поклик пращурів                     | The Call of the Wild                | Перро                                   |
| 2020 |                                     | Le prince oublié                    | Le père / Le prince                     |
| 2020 |                                     | Police                              | Арістід                                 |
| 2020 |                                     | Tout simplement noir                | Омарій                                  |
| 2020 | Душа                                | Soul                                | Джо Гарднер (голос, французький дубляж) |
| 2021 | Люпен                               | Lupin                               | Ассан Діоп                              |
| 2022 | Світ Юрського періоду 3             | Jurassic World: Dominion            | Баррі Сембен                            |
| 2022 | Жарти в сторону 2                   | Loin du périph                      | Усман Діахіте                           |
| 2024 | Кілер                               | The Killer                          | Сей                                     |

## Визнання

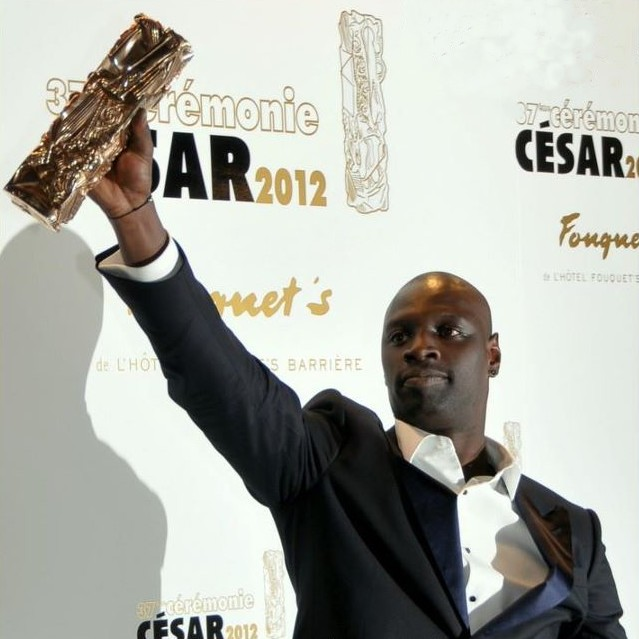
Омар Сі на церемонії «Сезара», 2012

| Рік                                  | Категорія                               | Фільм   | Результат |
| ------------------------------------ | --------------------------------------- | ------- | --------- |
| Токійський міжнародний кінофестиваль |                                         |         |           |
| 2011                                 | Найкращий актор (разом з Франсуа Клюзе) | 1+1     | Перемога  |
| Премія «Люм'єр»                      |                                         |         |           |
| 2012                                 | Найкращий актор                         | 1+1     | Перемога  |
| 2017                                 | Найкращий актор                         | Шоколад | Номінація |
| Премія «Сезар»                       |                                         |         |           |
| 2012                                 | Найкращий актор                         | 1+1     | Перемога  |
| 2017                                 | Найкращий актор                         | Шоколад | Номінація |
| Премія Європейської кіноакадемії     |                                         |         |           |
| 2012                                 | Найкращий актор (разом з Франсуа Клюзе) | 1+1     | Номінація |
| Кришталевий глобус                   |                                         |         |           |
| 2012                                 | Найкращий актор                         | 1+1     | Перемога  |
| Премія «Супутник»                    |                                         |         |           |
| 2012                                 | Найкращий актор                         | 1+1     | Номінація |
| Золота зірка кіно                    |                                         |         |           |
| 2012                                 | Найкращий актор-новачок                 | 1+1     | Перемога  |